# Otsuki Ryosuke
Ryosuke Otsuki (sinh ngày 26 tháng 7 năm 1986) là một cầu thủ bóng đá người Nhật Bản.

## Sự nghiệp câu lạc bộ
Ryosuke Otsuki đã từng chơi cho Yokohama FC.